# Y
La y (en mayúscula Y, nombre i griega o ye, plural yes) es la vigesimosexta letra del alfabeto español, y la vigesimoquinta del alfabeto latino básico. Sus nombres son:  ye; en plural yes, o bien i griega. La Ortografía de la lengua española (2010), publicada por la Real Academia Española, propone ye como nombre recomendado para esta letra.
En español representa usualmente un fonema consonante. 
- Se pronuncia como vocal cuando la palabra anterior termina en vocal, y la palabra siguiente comienza con vocal: este y aquel.
- Se pronuncia como vocal cuando queda entre consonantes: hombres y mujeres.
- Es semivocal o semiconsonante cuando forma diptongo con la vocal que la antecede (ej.: tú y yo) o con la vocal que le sigue (ej.: parientes y amigos).[2]
- En el Alfabeto Fonético Internacional, «y» es el símbolo para la vocal cerrada anterior redondeada [y] (la u francesa o ü alemana).

## Historia
La y proviene de la letra griega ípsilon (ὖ ψιλόν 'ý psilón') —«y simple», para distinguir de la grafía «oi» (οι), que representaba el mismo sonido que la ípsilon en griego antiguo tardío)—, que se pronunciaba /u/, más tarde /y/ y actualmente /i/. Inicialmente los romanos la transcribieron con el grafema «v», del mismo origen (la wau fenicia, '𐤅‏‏'); hacia mediados del siglo I a. C. los romanos introdujeron la letra «y» para transcribir palabras de origen griego en las que se hallaba presente. Por ello, se corresponde con la letra «y» del alfabeto latino o romano moderno.
La introducción en el Imperio romano se dio en un periodo tardío en cuanto al desarrollo del alfabeto, por lo que la /y/ pronunciada como «u» produjo confusiones entre las grafías «y» y «v», lo que hizo que, por ejemplo, palabras como «satura» también pudieran escribirse «satyra», «sulla» también «sylla», etc.
En el año 1726, la Real Academia Española separó los usos de las íes y las yes: decidió que solo la i se usase como vocal. Así, todavía hoy es posible leer Yglesia en las fachadas de algunas viejas iglesias. Algunos apellidos, como Ybarra, han conservado la antigua grafía. 

### Probable evolución del grafema
| W |

| W |

## Uso fonético
La y hace las veces de consonante y de vocal (concretamente la i semivocal) en diptongos y triptongos al final de una palabra (como en hoy, buey). Aisladamente el signo y, tiene el valor vocal equivalente a la i plenamente vocal.
Como consonante, su valor fonético suele ser el correspondiente a un fonema de articulación palatal sonoro, generalmente fricativo y, según los casos, su articulación es más o menos abierta y llega a tener, en español, una sonoridad semejante a la j inglesa y francesa, aunque suele ser más próximo al valor fonético de la j alemana.

Precedida de un sonido nasal, la y se vuelve africada. 
En gran parte de Argentina y Uruguay la y se articula con rehilamiento, de modo que el sonido resultante es una fricativa postalveolar sonora [ʒ] (comparable a la «j» francesa de jardin [ʒaʁ.ˈdɛ̃] o el sonido de la palabra inglesa vision [ˈvɪ.ʒən]); cada vez más común entre los habitantes de la capital argentina es un ensordecimiento de dicho sonido, dando lugar a la pronunciación de la y como fricativa postalveolar sorda [ʃ], (como la «ch» francesa de chanson [ʃɑ̃.ˈsɔ̃], o bien la «sh» inglesa de shirt [ʃɜːt]). Por ejemplo: yerba se asimilaría a «sherba» y no a «ierba» ni «hierba». Pero este sonido no se ha generalizado y la pronunciación mayoritaria de la «y» sigue siendo similar al de la «j» inglesa ([d̠͡ʒ]) en «just» [d̠͡ʒɐst].

## Uso gramatical
En español, la y es la conjunción copulativa que une palabras o cláusulas en concepto afirmativo; forma grupos de palabras; da énfasis o fuerza de expresión a lo que se dice a principio de período o cláusula (¿Y si acaso no me ama?) o denota la idea de repetición indefinida (horas y horas esperándola). Para evitar aliteraciones cacofónicas, la y se cambia en e ante palabras que comienzan en i (José e Isabel) o hi (aguja e hilo). Sin embargo, tal cambio solo se efectúa cuando la i es vocal plena, no con un valor semiconsonante (por ejemplo, se dice y escribe: oro y hierro), o cuando la palabra comenzada con i carece de valor tónico en una interrogación, por ejemplo: ¿Y Ivana?.

## Reglas para su uso ortográfico
Se escriben con y: 
- Después de los prefijos ad, des, dis, sub; adyacente, disyuntivo, subyacente, desyerbador.
- Las sílabas yer y yec; ayer, yerno, proyecto.
- Los diptongos -ay, -ey, -oy y -uy de I no acentuada al final de una palabra, incluyendo sus plurales, terminados en -yes; Paraguay, Uruguay, hoy, rey, muy.
- Las formas verbales de los verbos cuyo infinitivo no contienen ll o y, principalmente los que tienen una I en alguna de las partes finales del infinitivo del verbo: distribuyendo, distribuyó (de distribuir).
- La conjunción Y.
  - Antes de una palabra comenzada con I, esta conjunción cambia a E, con la excepción de preguntas como ¿Y Ignacio?
- Los compuestos y derivados de palabras que llevan Y; enyesar (de yeso).

## Códigos en computación
Esta letra se representa con los siguientes caracteres Unicode:
| Carácter      | Y                      | Y                      | y                    | y                    |
| ------------- | ---------------------- | ---------------------- | -------------------- | -------------------- |
| Unicode       | LATIN CAPITAL LETTER Y | LATIN CAPITAL LETTER Y | LATIN SMALL LETTER Y | LATIN SMALL LETTER Y |
| Codificación  | decimal                | hex                    | decimal              | hex                  |
| Unicode       | 89                     | U+0059                 | 121                  | U+0079               |
| UTF-8         | 89                     | 59                     | 121                  | 79                   |
| Ref. numérica | &#89;                  | &#x59;                 | &#121;               | &#x79;               |

## Representaciones alternativas
En alfabeto fonético aeronáutico se le asigna la palabra Yankee.
En código Morse es:  -·-- 

Banderas de señales
Alfabeto semáforo
Lectura Braille
Alfabeto manual